# Hitoshi Tomishima
Hitoshi Tomishima (Prefettura di Kumamoto, 1º giugno 1964) è un ex calciatore giapponese, di ruolo attaccante.